# The Knack
The Knack war eine US-amerikanische Rockband. Ihre Musik ist stark beeinflusst vom Rock ’n’ Roll und von den großen Bands der 1960er Jahre; insbesondere Einflüsse der Beatles, der Kinks oder auch der Byrds sind erkennbar. The Knack gehörte mit zu den Gruppen, deren Musik eine Abkehr von der bis dahin dominierenden Disco-Musik brachte. Ihr Sound wurde als Powerpop beschrieben. Die musikalischen Köpfe der Gruppe waren Doug Fieger und Berton Averre, die die meisten Songs komponierten.

## Bandgeschichte
Gegründet wurde die Gruppe im Mai 1978 von Doug Fieger (* 20. August 1952 in Detroit, Michigan; † 14. Februar 2010), Berton Averre (* 13. Dezember 1953 in Van Nuys, Kalifornien), Prescott Niles (* 2. Mai 1954 in New York, NY) und Bruce Gary (* 7. April 1951 in Burbank, Kalifornien; † 22. August 2006 in Tarzana, Kalifornien).
Erste Erfolge hatte die Band bei Auftritten in Clubs in Los Angeles. 1979 unterschrieben sie einen Plattenvertrag bei Capitol Records. Ihr erstes Album – mit dem Titel Get the Knack – wurde von Mike Chapman produziert, der sich bereits einen Namen als Hitproduzent von Gruppen wie The Sweet und Blondie gemacht hatte. Die ausgekoppelte Single My Sharona, die nach Fiegers Muse Sharona Alperin benannt war, wurde ein weltweiter Hit.
Es folgten zwei weitere Alben, die allerdings nicht mehr an den Erfolg des Debüts anschließen konnten. Nach Veröffentlichung des dritten Albums Round Trip im Jahr 1981 trennte sich die Gruppe. 1986/87 fand sich die Band noch einmal für einige Auftritte zusammen, diese Reunion war aber nicht von Dauer. Zudem wurde kein neues Studiomaterial eingespielt. 1991 unternahm die Band einen weiteren Anlauf – allerdings mit veränderter Besetzung, da Billy Ward jetzt das Schlagzeug übernahm. Es entstand das Album Serious Fun, produziert von Don Was. Es folgte eine erneute Pause und es dauerte bis zum Jahr 1998, bevor das nächste Album Zoom erschien, dieses Mal mit Terry Bozzio am Schlagzeug. 2001 folgte als bislang letzte Studioproduktion die CD Normal as the Next Guy. 2002 wurden die bisherigen Alben der Gruppe in remasterten Versionen neu veröffentlicht.
2006 starb Schlagzeuger Bruce Gary an einem Non-Hodgkin-Lymphom. Sänger Doug Fieger starb am 14. Februar 2010 nach langjährigem Kampf gegen Lungenkrebs. Fiegers letzte Aufnahme wurde auf Bruce Kulicks 2010 erschienenem Album BK3 veröffentlicht, auf dem Fieger den Titel Dirty Girl singt.

## Diskografie
Studioalben
- Get the Knack (1979)
- …But the Little Girls Understand (1980)
- Round Trip (1981)
- Serious Fun (1991)
- Zoom (1998, remastert 2002 als Re-Zoom)
- Normal as the Next Guy (2001)
- Live from the Rock ’n’ Roll Funhouse (2002)
- Rock & Roll Is Good for You (2012)

Kompilationen
- Retrospective (1992)
- My Sharona (1992)
- Proof (1998)

## Auszeichnungen für Musikverkäufe
| Goldene Schallplatte - Italien - 2019: für die Single My Sharona - Kanada - 1980: für die Single Good Girls Don’t - Neuseeland - 1979: für das Album Get the Knack - Spanien - 2024: für die Single My Sharona | Platin-Schallplatte - Kanada - 1980: für das Album …But the Little Girls Understand - 1980: für die Single My Sharona 2× Platin-Schallplatte - Neuseeland - 2023: für die Single My Sharona 4× Platin-Schallplatte - Kanada - 1980: für das Album Get the Knack |

Anmerkung: Auszeichnungen in Ländern aus den Charttabellen bzw. Chartboxen sind in ebendiesen zu finden.
| Land/RegionAuszeichnungen für Musikverkäufe (Land/Region, Auszeichnungen, Verkäufe, Quellen) | Gold     | Platin       | Verkäufe  | Quellen                       |
| -------------------------------------------------------------------------------------------- | -------- | ------------ | --------- | ----------------------------- |
| Italien (FIMI)                                                                               | Gold1    | —            | 25.000    | fimi.it                       |
| Kanada (MC)                                                                                  | Gold1    | 6× Platin6   | 725.000   | musiccanada.com               |
| Neuseeland (RMNZ)                                                                            | Gold1    | 2× Platin2   | 70.000    | aotearoamusiccharts.co.nz NZ2 |
| Spanien (Promusicae)                                                                         | Gold1    | —            | 30.000    | elportaldemusica.es           |
| Vereinigte Staaten (RIAA)                                                                    | 2× Gold2 | 2× Platin2   | 3.500.000 | riaa.com                      |
| Vereinigtes Königreich (BPI)                                                                 | Gold1    | —            | 400.000   | bpi.co.uk                     |
| Insgesamt                                                                                    | 7× Gold7 | 10× Platin10 |           |                               |